# Гексанитрокобальтат(III) натрия-дикалия
Гексанитрокобальтат(III) натрия-дикалия — неорганическое соединение,
комплексное соединение металлов натрия, калия и кобальта
с формулой K2Na[Co(NO2)6],
не растворяется в воде,
образует кристаллогидраты — жёлтые кристаллы,

## Получение
- Реакция гексанитрокобальтата(III) натрия и хлорида калия:

{\displaystyle {\mathsf {2KCl+Na_{3}[Co(NO_{2})_{6}]\ {\xrightarrow {}}\ K_{2}Na[Co(NO_{2})_{6}]\downarrow +2NaCl}}}

## Физические свойства
Гексанитрокобальтат(III) натрия-дикалия образует кристаллы
кубической сингонии.
Не растворяется в воде и этаноле.
Образует кристаллогидрат состава K2Na[Co(NO2)6]•H2O — жёлтые кристаллы с температурой плавления 135°С.

## Химические свойства
- Реагирует с сильными кислотами:

{\displaystyle {\mathsf {4K_{2}Na[Co(NO_{2})_{6}]+9H_{2}SO_{4}\ {\xrightarrow {}}\ 4CoSO_{4}+2KNO_{3}+11NO\uparrow +11NO_{2}\uparrow +2Na_{2}SO_{4}+3K_{2}SO_{4}+9H_{2}O}}}
- Реагирует с сильными щелочами:

{\displaystyle {\mathsf {K_{2}Na[Co(NO_{2})_{6}]+3NaOH\ {\xrightarrow {}}\ Co(OH)_{3}\downarrow +2KNO_{2}+4NaNO_{2}}}}